# Jatiblimbing
Jatiblimbing is een bestuurslaag in het regentschap Bojonegoro van de provincie Oost-Java, Indonesië. Jatiblimbing telt 4062 inwoners (volkstelling 2010).